# San Isidro de Busuanga
San Isidro es un barrio rural  del municipio filipino de tercera categoría de Busuanga perteneciente a la provincia  de Paragua en Mimaro,  Región IV-B.

## Geografía
Barrio   formado por un grupo de  cinco islas es islotes (Compare, Manolaba, Manolebeng, Talanpetán y Mapadolo) adyacentes a  la Isla Busuanga la más grande del Grupo Calamian situado a medio camino entre las islas de Mindoro (San José) y de Paragua (Puerto Princesa), con el Mar de la China Meridional a poniente y el mar de Joló a levante. Al sur de la isla están las otras dos islas principales del Grupo Calamian: Culión y  Corón.
Las islas se encuentran situadas en la bahía de Gutob en el Mar de la China Meridional, frente a las costas de los barrios de Nueva Busuanga (New Busuanga), barrio situado al este formando la península que cierra la bahía. 
A poniente se encuentran las islas que forman el barrio de Panlaitán: Malajón, Talampulán, Dabutoyán y Pamalicán.
En la isla de Compare se encuentran los sitios de Capare, Tapic y Talanpetán.

### Demografía
El barrio  de San Isidro  contaba  en mayo de 2010 con una población de 947 habitantes.